# Arunodaya
Arunodaya – gaun wikas samiti w zachodniej części Nepalu w strefie Gandaki w dystrykcie Tanahu. Według nepalskiego spisu powszechnego z 2001 roku liczył on 983 gospodarstw domowych i 6103 mieszkańców (3193 kobiet i 2910 mężczyzn).